# Júpiter LI
Júpiter LI (designació provisional S/2010 J 1) és un satèl·lit natural de Júpiter. Fou descobert per R. Jacobson, M. Brozovic, B. Gladman, i M. Alexandersen el 2010.
Té 2 km de diàmetre, i orbita Júpiter a una distància mitjana de 23 314 335 km en 723,2 dies, amb una excentricitat de 0,320 i una inclinació de 163,2°.